# Kas (equipo ciclista)
El Kas fue un equipo ciclista español nacido en 1958 en Vitoria (Álava, País Vasco) y desaparecido en 1979, que regresó en 1985 hasta 1988, fecha de su desaparición definitiva del ciclismo en ruta. Este equipo es recordado como uno de los equipos más fuertes de los años 1960 y 1970. El nombre proviene del principal patrocinador, la marca de bebidas vasca Kas. El equipo se identificaba con un maillot distintivo de color amarillo con las letras KAS escritas en azul, inspirado en la marca registrada de la bebida.

## Historia

### Inicios y década de 1960
En su primer año de existencia, bajo la dirección de Luis Goicoechea, el mejor resultado del equipo es un triunfo de Fausto Iza en la Vuelta a España. En 1959, ficha por el equipo la figura nacional del momento, Federico Martín Bahamontes, campeón de España en 1958 y ganador de la clasificación de la montaña en Vuelta a España y Tour de Francia. Entre los triunfos más destacados de aquel año, se encuentran tres etapas en la Vuelta a España, de Bahamontes, Antonio Karmany y Julio San Emeterio, dos etapas de la Vuelta a Suiza, de Bahamontes, y una etapa en el Critérium del Dauphiné, de José Segu. Federico Bahamontes ganará una etapa, la clasificación de la montaña y la clasificación general del Tour de Francia 1959, si bien este se corría por países, y no por equipos. El Águila de Toledo dejaría las filas del equipo al año siguiente.
En 1960, Karmany es quien obtiene los mayores triunfos para el equipo, ganando una etapa y la clasificación de la montaña de la Vuelta a España, así como la Subida al Naranco. Entre los triunfos también destacan otra etapa en la Vuelta, de Antonio Barrutia y la victoria en el Campeonato de España de Montaña en Ruta, de Antonio Jiménez. En 1961 el equipo crece sustancialmente, aumentándose la plantilla a casi el doble de corredores (muchos de ellos franceses) e incorporándose André Theillet como director deportivo, junto a Goicoechea. El equipo vuelve a destacar de nuevo casi exclusivamente en la Vuelta a España, esta vez con dos triunfos de etapa de Karmany y Angelino Soler, la clasificación de la montaña de Karmany, y la clasificación general de Soler. 
En 1962 la plantilla vuelve a la tradicional estructura de ciclistas españoles, con Dalmacio Langarica como director deportivo. José Segu, con cuatro etapas, y José Antonio Momeñe, con dos etapas y la clasificación general, dominan la Vuelta a Andalucía. Antonio Karmany, por su parte, gana la Volta a Cataluña y se alza por tercer año consecutivo con la clasificación de la montaña de la Vuelta a España. En la Vuelta, dos triunfos más de etapa pasan al palmarés del equipo, esta vez a cargo de José Segu y Antonio Barrutia. En 1963, el equipo vuelve a dominar la Vuelta a Andalucía, ganando dos etapas y la general con Barrutia, y otras tres etapas a cargo de Juan José Sagarduy, Julio Sánchez Salvador y Jacinto Urrestarazu. Carlos Echeverría logra vencer en la Vuelta a La Rioja, y en la Vuelta logran cuatro triunfos de etapa, dos de Barrutia, y otros dos de Miguel Pacheco y Valentín Uriona, respectivamente.
En 1964, Julio Jiménez ficha por el equipo, coincidiendo con una expansión de triunfos más allá de las fronteras de España. Francisco Gabica vence en una etapa del Critérium del Dauphiné, cuya clasificación general termina ganando Uriona, vencedor también de la Milán-Turín. Juan José Sagarduy, por su parte, logra dos etapas en el Tour del Porvenir. En España, Barrutia logra ganar la Vuelta a La Rioja, y otros miembros del equipo obtienen dos etapas de la Volta a Cataluña y tres de la Vuelta a Andalucía. En la Vuelta a España, el equipo logra seis etapas (Barrutia, 2; Jiménez, 2; Eusebio Vélez y Michel Stolker) y la clasificación de la montaña, por Julio Jiménez. Asimismo, Julio Jiménez también consigue el triunfo en el Campeonato de España de ruta.
En 1965, Francisco Gabica gana dos etapas de la Vuelta a Valencia y dos de la Volta a Cataluña. Valentín Uriona aporta otra etapa de la Volta, Juan María Uribezubia la Vuelta a La Rioja y Antonio Gómez del Moral gana la clasificación general de la Volta y el Campeonato de España de ruta. En la Vuelta a España, otros cuatro triunfos de etapa, a cargo de Carlos Echevarría, Julio Jiménez y Manuel Martín, por partida doble. Por otro lado, Jiménez también se proclama vencedor de la clasificación de la montaña tanto de la Vuelta como del Tour de Francia.
En 1966, el equipo logra cuatro etapas del Critérium del Dauphiné y la Vuelta a La Rioja. Valentín Uriona se convierte en el nuevo campeón de España de ruta, y Francisco Gabica gana la Vuelta a España. Eusebio Vélez y Carlos Echeverría completaron el podio de la Vuelta, formado íntegramente por ciclistas del Kas. El equipo cosecha seis triunfos de etapa, la clasificación de la montaña y retiene el maillot de líder durante 14 de las 18 jornadas. 
En 1967, ganan la Vuelta a Levante, la Vuelta a Aragón, la Vuelta a La Rioja y dos etapas de la Volta a Cataluña. Acuden al Giro de Italia, donde Gabica, Del Moral y González Puente obtienen tres triunfos de etapa y la clasificación de la montaña. En la Vuelta a España, se hacen con la clasificación por equipos. En 1968, ganan dos etapas de la Vuelta a Suiza, una etapa y la clasificación por equipos en la Vuelta a España, la clasificación de la montaña en el Tour de Francia y el Campeonato de España de Montaña en Ruta, en el que vence Gregorio San Miguel. En 1969, los triunfos más importantes son la Vuelta a Andalucía, una etapa de la Volta a Cataluña y las tres etapas conseguidas en la Vuelta a España.

### Década de 1970
La nueva década comenzó floja en resultados, apenas destacando la Vuelta a Andalucía de José Gómez Lucas y el Campeonato de España de ruta de José Antonio González Linares. En 1971 se incorpora como director deportivo Antonio Barrutia, y el equipo se hace con los servicios de El Tarangu, el cual consigue la clasificación de la montaña del Giro de Italia 1971. González Linares suma un nuevo triunfo de etapa en la Vuelta a España.
En 1972 el equipo vuelve a arrasar en la Vuelta a España. Logra ganar siete etapas y mantiene el maillot amarillo durante 17 de las 18 etapas, además de conquistar la clasificación por equipos, la clasificación por puntos con Domingo Perurena y la clasificación general, de la montaña y de la combinada con José Manuel Fuente. Miguel María Lasa termina 2.º en la general, y otros cuatro ciclistas del equipo terminan entre los diez primeros. Perurena gana también la Vuelta a Levante y Lasa la Semana Catalana, una etapa del Giro de Italia y el Campeonato de España de Montaña en Ruta. En el Giro de Italia, Fuente consigue vestir la maglia rosa, pero finalmente Eddy Merckx consigue derrotarle y termina 2.º en la clasificación general.
En 1973 entra Eusebio Vélez como director deportivo, junto a Langarica. El equipo gana la Vuelta a Suiza, la Vuelta a Levante, una etapa de la Vuelta a España y el Campeonato de España de ruta, en el que vence Perurena. En el Tour de Francia, Fuente acaba 3.º en la general.
En 1974 Langarica deja su puesto a Barrutia. Los integrantes del equipo consiguen ganar la Vuelta a Aragón, la Vuelta a los Valles Mineros y la Vuelta al País Vasco, además de dos etapas en el Critérium del Dauphiné y otra en la Vuelta a Suiza. Fuente gana su segunda Vuelta a España, triunfo acompañado con siete triunfos de etapa, la clasificación por equipos y la clasificación por puntos de Perurena. Vicente López Carril se proclama campeón de España de ruta y Fernando Mendes hace lo propio en Portugal, tanto en ruta como contrarreloj.
En 1975 ganan la Vuelta a Levante, la Vuelta a Asturias, la Vuelta a La Rioja, la Vuelta al País Vasco y el Tour de Romandía. En la Vuelta a España logran cuatro triunfos de etapa, la clasificación por puntos de Lasa y la clasificación de la montaña de Andrés Oliva. Sin embargo, y a pesar de retener el maillot amarillo durante 19 etapas, en la última contrarreloj pierden la carrera en beneficio de Agustín Tamames, quedando Perurena y Lasa por detrás en la general. Domingo Perurena volvió a ganar el Campeonato de España de ruta.
En 1976 obtienen la victoria en la Volta a Cataluña, y triunfos de etapa en la Vuelta al País Vasco, la Vuelta a Suiza y el Giro de Italia. Enrique Martínez Heredia consigue vencer en la clasificación de los jóvenes en el Tour de Francia. En la Vuelta a España se cosechan dos triunfos parciales, la clasificación de la montaña de Andrés Oliva y la clasificación general, con José Pesarrodona. En 1977 vencen en la Vuelta al País Vasco y la Vuelta a Asturias, y logran victorias de etapa en el Tour de Romandía, la Volta a Cataluña, la Vuelta a España y el Tour de Francia. Al año siguiente se repiten las victorias en País Vasco y Asturias, y se añade el triunfo en la Vuelta a Aragón. El equipo también logar cuatro etapas en la Vuelta a España, así como el Campeonato de España de ruta, en la figura de Martínez Heredia.
En 1979 la estructura del equipo vuelve a verse mezclada con un gran número de ciclistas extranjeros, mayoritariamente belgas, con Lucien Van Impe a la cabeza. Robert Lelangue sustituye a Antonio Barrutia en la dirección del equipo. Se consiguen principalmente victorias menores y triunfos parciales, destacando las tres etapas de la Volta a Cataluña, las dos de la Vuelta a España y una etapa del Tour de Francia. Al término de la temporada, el equipo desaparecería del pelotón.

### Década de 1980
En 1985 Kas regresó al mundo del ciclismo como co-espónsor del equipo Skil-Sem, dirigido por Jean de Gribaldy. Al año siguiente, Kas se situó como principal espónsor del equipo, regresando los característicos colores del maillot del equipo. Junto a De Gribaldy, actuaban también como directores deportivos Faustino Rupérez, Christian Rumeau y Albéric Schotte. 
Buena parte de las victorias del Kas vinieron protagonizadas por el irlandés Sean Kelly, que en 1986 ganó el GP de las Naciones, la Milán-San Remo, la París-Niza, la París-Roubaix y la Vuelta al País Vasco, además de acabar 3.º en la Vuelta a España y ganar la clasificación por puntos. A esto cabe añadir la Vuelta a Aragón lograda por Stefan Joho, la Clásica de San Sebastián de Iñaki Gastón y victorias de etapa en el Tour de Romandía, la Volta a Cataluña, el Tour del Mediterráneo y la Vuelta a Suiza. Además, Acácio da Silva se coronó como campeón de Portugal en ruta, Pascal Richard ganó el Campeonato de Suiza de ciclocrós y Jacques Decrion el Campeonato de Francia de medio fondo.
En 1987, tras el fallecimiento de Jean de Gribaldy, el equipo volvió a correr bajo el auspicio de la Federación Española. Sean Kelly siguió siendo una pieza fundamental del equipo, ganando la París-Niza, el Critérium Internacional y la Vuelta al País Vasco. Asimismo, Kelly acudió a la Vuelta a España dispuesto a ganarla, pero cuando marchaba líder y era claro favorito a falta de una contrarreloj individual, se vio obligado a abandonar a causa de un forúnculo, dejando la victoria en bandeja al colombiano Lucho Herrera. El belga Jean Luc Vandenbroucke también aportó triunfos de etapa en diversas competiciones, destacando la etapa lograda en la Vuelta a España, así como el portugués Da Silva, que logró una etapa en el Tour de Francia, y el español Juan Carlos González Salvador, que venció en el Campeonato de España de ruta.
En 1988 Kelly volvió a ganar la París-Niza, además de la Gante-Wevelgem y la Semana Catalana. Eric Caritoux se convirtió en campeón de Francia de ruta y Da Silva logró triunfos de etapa en el Tour de Francia, el Critérium del Dauphiné y la Vuelta a Suiza. Sin embargo, el mayor éxito sin duda fue el triunfo de Sean Kelly en la Vuelta a España, dándole la última Vuelta a España al equipo Kas. A pesar de esta gran victoria, Kas retiraría el patrocinio al final de la temporada. 
Al parecer, el entonces propietario de Kas, Luis Knörr, había hablado con Kelly para comunicarle que deseaba que se quedase en el equipo hasta que se retirase. Sin embargo, Knörr falleció en 1988, antes incluso de que el irlandés ganara la Vuelta, y tras su muerte, Kas se retiró del ciclismo profesional.
El conjunto Kas fue el mejor equipo ciclista de los años 1986, 1987 y 1988 en el Ranking UCI.

### Ciclocrós
Kas también ha patrocinado a varios ciclistas de ciclocrós de manera individual a lo largo de su historia. Bajo su patrocinio han sido campeones de España en la modalidad José María Basualdo en 1972, 1973 y 1976, José Antonio Martínez Albéniz en 1977 e Iñaki Mayora en 1980.

## Corredor mejor clasificado en las Grandes Vueltas
| Año  | Giro de Italia         | Tour de Francia           | Vuelta a España             |
| ---- | ---------------------- | ------------------------- | --------------------------- |
| 1958 | -                      | -                         | 7.º Julio San Emeterio      |
| 1959 | -                      | -                         | 2.º José Segú               |
| 1960 | -                      | -                         | 4.º Antonio Karmany         |
| 1961 | -                      | -                         | 8.º Antonio Karmany         |
| 1962 | -                      | -                         | 4.º Miguel Pacheco          |
| 1963 | -                      | 14.º Patxi Gabica         | 3.º Miguel Pacheco          |
| 1964 | -                      | 7.º Julio Jiménez Muñoz   | 4.º Eusebio Vélez           |
| 1965 | -                      | 10.º Patxi Gabica         | 5.º Carlos Echevarría       |
| 1966 | -                      | 4.º José Antonio Momeñe   | 1.º Patxi Gabica            |
| 1967 | 5.º José Pérez-Francés | -                         | 3.º Aurelio González Puente |
| 1968 | -                      | -                         | 2.º José Pérez-Francés      |
| 1969 | -                      | 5.º Andrés Gandarias      | 8.º Gregorio San Miguel     |
| 1970 | -                      | 9.º Francisco Galdós      | 6.º Francisco Galdós        |
| 1971 | 4.º Francisco Galdós   | 10.º Vicente López Carril | 16.º Txomin Perurena        |
| 1972 | 2.º José Manuel Fuente | -                         | 1.º José Manuel Fuente      |
| 1973 | 4.º José Pesarrodona   | 3.º José Manuel Fuente    | 4.º José Pesarrodona        |
| 1974 | 5.º José Manuel Fuente | 3.º Vicente López Carril  | 1.º José Manuel Fuente      |
| 1975 | 2.º Francisco Galdós   | 5.º Vicente López Carril  | 2.º Txomin Perurena         |
| 1976 | 10.º Juan Pujol Pagés  | 6.º Francisco Galdós      | 1.º José Pesarrodona        |
| 1977 | 13.º José Luis Viejo   | 4.º Francisco Galdós      | 4.º Txomin Perurena         |
| 1978 | -                      | 7.º Francisco Galdós      | 2.º José Pesarrodona        |
| 1979 | -                      | 9.º Claude Criquielion    | 2.º Francisco Galdós        |
| 1980 | -                      | 5.º Joaquim Agostinho     | -                           |
| 1981 | -                      | 13.º Marcel Tinazzi       | -                           |
| 1982 | -                      | 15.º Sean Kelly           | -                           |
| 1983 | -                      | 7.º Sean Kelly            | -                           |
| 1984 | -                      | 5.º Sean Kelly            | 1.º Éric Caritoux           |
| 1985 | 46.º Jacques Decrion   | 4.º Sean Kelly            | 6.º Éric Caritoux           |
| 1986 | -                      | 45.º Dominique Garde      | 3.º Sean Kelly              |
| 1987 | -                      | 28.º Gilles Sanders       | 12.º Iñaki Gastón           |
| 1988 | -                      | 18.º Éric Caritoux        | 1.º Sean Kelly              |

## Principales victorias

### Clásicas
- Clásica de San Sebastián: 1986 (Iñaki Gastón)
- Milán-San Remo: 1986 (Sean Kelly)
- París-Roubaix: 1986 (Sean Kelly)
- Gran Premio de las Naciones: 1986 (Seán Kelly)
- Gante-Wevelgem: 1988 (Sean Kelly)

### Carreras por etapas
- Volta a Cataluña: 1962 (Antonio Karmany), 1965 (Antonio Gómez del Moral), 1973 (Domingo Perurena), 1986 (Sean Kelly)
- Critérium del Dauphiné: 1964 (Valentín Uriona)
- Vuelta a Suiza: 1973 (José Manuel Fuente)
- Tour de Romandía: 1975 (Francisco Galdós)
- París-Niza: 1986, 1987 y 1988 (Sean Kelly)
- Vuelta al País Vasco: 1986 y 1987 (Sean Kelly)
- Critérium Internacional: 1987 (Sean Kelly)